# Mike Love
Michael Edward "Mike" Love (nascut el 15 de març de 1941) és un músic, cantant i compositor nord-americà, que és membre i cofundador de the Beach Boys. Durant la major part de la carrera dels Beach Boys, Love ha estat lletrista, i ha contribuït a tots els seus àlbums d'estudi.
Als anys 60, Love va col·laborar amb Brian Wilson i fou el lletrista de cançons com "Fun, Fun, Fun" i "California Girls". Durant aquest període, les seves lletres reflectien sobretot la cultura juvenil del surf, els cotxes, i relacions romàntiques, cosa que ha influït en la percepció popular del "Somni Californià". L'obra de Love en aquest període també va assumir elements de tristor, amb exemples com "The Warmth of the Sun"—escrita el dia de l'assassinat del president Kennedy —i "I'm Waiting for the Day" de Pet Sounds.
A partir de 1968, Love va convertir-se en mestre de meditació transcendental amb Maharishi Mahesh Yogi. L'experiència va influir en les seves lletres que van començar a tocar temes d'astrologia, meditació, política i ecologisme. Després d'aquesta etapa, la direcció de les lletres de Love va tornar a canviar per intentar capturar la joia de viure de les èpoques anteriors. A finals dels anys 1970, Love va començar a treballar en discos en solitari, publicant el primer l'any 1981. El 1988, juntament amb els altres membres fundadors dels Beach Boys, va entrar al Rock and Roll Hall of Fame. El mateix any, la cançó "Kokomo" de la qual era coautor, va arribar al número 1 als Estats Units i fou nominada per al Grammy.
El 1998, després de la mort del seu cosí Carl Wilson, Love i un altre Beach Boy, Bruce Johnston van adquirir la llicència del nom dels Beach Boys i van continuar fent gires mentre els altres membres vius, Brian Wilson i Al Jardine treballaven en solitari. El 2011, Love va reunificar la resta dels Beach Boys per a fer un nou disc i engegar una gira de commemoració del cinquantè aniversari. Després d'aquestes actuacions, Love va continuar les gires només amb Bruce Johnston.

## Primers anys
La mare de Mike Love, Emily (coneguda com a "Glee") Wilson era germana de Mary i Murry Wilson. Michael Edward fou el primer dels seus sis fills, i va néixer a Baldwin Hills, Los Angeles, el 1941; la família es veia sovint amb Murry i Audree Wilson i els seus fills.
Mike Love es va fer amic dels seus cosins i sovint cantaven junts en reunions familiars, sobretot per Nadal, a casa dels Wilson a  Hawthorne. Va ser en aquestes reunions on, sota la guia de Brian Wilson, es van establir les arrels del so dels Beach Boys, molt influïts per la devoció de Brian pel grup the Four Freshmen. En aquesta fase formativa, l'acompanyament es limitava al piano (autodidacta) de Brian, però aviat van començar-hi a contribuir amb guitarres l'amic de la universitat de Brian, Al Jardine (a qui li agradava sobretot la música folk) i Carl Wilson (l'ídol del qual era Chuck Berry). Quan l'empresa del seu pare va fer fallida, la seva família va haver de canviar a una casa més petita a Inglewood, més a prop dels Wilson. Llavors, Mike Love va centrar la seva ambició a formar un grup de pop a l'estil de Jan and Dean.

## Carrera musical

### Anys 60

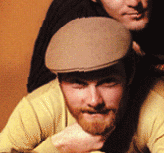
Mike Love amb the Beach Boys el 1966.

Encara que Mike Love tocava el saxòfon rudimentàriament en els primers anys del grup de garatge que va evolucionar dels Pendletones als Beach Boys, aviat es va establir com a cantant principal juntament amb Brian Wilson, marcant el so vocal del grup amb un contrapunt baríton al falset de Wilson. També es va establir, juntament amb el veí Gary Usher, el DJ Roger Christian i algun altre, com a col·laborador de Brian Wilson a les composicions originals del grup. Mike Love va fer la veu principal en molts dels èxits més coneguts dels Beach Boys, especialitzant-se en les ràpides, mentre que Brian feia les balades, com "Sufer Girl". Algunes de les cançons dels primers anys on Love era la veu principal foren "Surfin' USA", "Little Deuce Coupe", "Be True to Your School", "Fun, Fun, Fun", "I Get Around", o "California Girls". A l'escenari i a les gires, Mike Love sol ser el qui presenta les cançons i els membres del grup, i qui interactua més amb el públic.
Com a lletrista, Love va anar creixent a partir de "The Warmth of the Sun", una cançó que va escriure el 22 de novembre de 1963, després de l'assassinat del president Kennedy. La seva col·laboració amb Wilson es va estroncar el Nadal de 1965, quan les contínues gires dels Beach Boys van topar amb la pressió sobre Brian Wilson per continuar component i produint nous discos per al grup. L'absència de Love es va cobrir amb Tony Asher per a Pet Sounds, i després amb Van Dyke Parks per al projecte Smile. Quan va acabar la col·laboració Wilson/Parks, Love va tornar a escriure amb Wilson a Smiley Smile, Wild Honey i els següents discos dels Beach Boys.
Jo sé com visc, els meus valors, i les meves filosofies. Per tant, personalment, hi estic còmode. Sí que és molest perquè és una imatge distorsionada del que va passar realment. Quan ho deixes a la gent que ha escrit llibres sobre en Brian, surt distorsionat. No culpo a la gent per arribar a aquesta conclusió, però està basada en afirmacions inexactes fetes per gent que no hi era o que, si hi eren, tenien algun greuge amb mi perquè, en algun moment, els havia engegat... No vaig tenir res—zero, res, cap decisió—res a veure amb el fet que Smile no sortís llavors. Va ser en Brian que va plegar.  
S'ha dit que Love s'havia resistit al canvi d'estil de Brian Wilson durant les sessions de gravació de Pet Sounds i Smile, però Love sempre ha dit que era una exageració. Encara que admet haver dubtat sobre les lletres estranyes de Van Dyke Parks per a Smile, ha afirmat moltes vegades que s'ha exagerat. Encara que Parks va continuar treballant en el projecte fins al març de 1967, es creu que la seva col·laboració amb Wilson es va acabar en part degut a les reserves de Love. Més endavant, Love ha afirmat que aprecia les lletres "brillants" de Parks a nivell artístic, encara que tenia por que fossin massa abstractes per un disc dels Beach Boys.
Al documental The Beach Boys Today de 1993, Love va emfatitzar que Pet Sounds li agradava molt. També explicava que les seves recances sobre el projecte Smile es referien només a les lletres més obscures. Van Dyke Parks va contradir els records de Love. En una carta a la revista anglesa Mojo, Parks deia que les declaracions de Love eren "revisionisme" i es reafirmava en la seva creença que l'hostilitat de Love envers Smile era un dels factors en la decisió de Brian d'abandonar el projecte.
Mike Love fou un dels primers músics pop que es va implicar en la pràctica de la meditació transcendental després d'haver conegut Maharishi Mahesh Yogi. Va començar a estudiar-ne el desembre de 1967, i va acompanyar els Beatles, Donovan, i les germanes Prudence i Mia Farrow al seu famós viatge a l'Índia a principis de 1968. El disc Friends de 1968 té algunes de les primeres lletres de Mike Love relacionades amb la seva experiència a l'Índia.

### Anys 70-anys 80
Al llarg dels anys 1970 i 1980, mentre la salut de Brian Wilson es deteriorava i es recuperava, Mike Love va continuar fent gires, liderant els Beach Boys a l'escenari, amb Carl Wilson de director musical efectiu del grup.
Mike Love va publicar alguns discos al marge dels Beach Boys. A mitjans dels anys 1970, fou el líder del grup Celebration, que va aconseguir arribar al número 30 amb la cançó Almost Summer (co-escrita amb Brian Wilson i Jardine). A finals dels anys 1970 també va gravar dos discos en solitari que han quedat inèdits, First Love i Country Love.
El 1981 va sortir el primer i únic disc oficial de Love en solitari, Looking Back With Love amb versions de cançons pop i alguna cançó pròpia.
El 1988, els Beach Boys van arribar al número 1 als Estats Units amb Kokomo, l'únic número 1 que ha aconseguit el grup sense la implicació de Brian Wilson. Mike Love (i els coautors Scott McKenzie, Terry Melcher i John Phillips) fou nominat per al Globus d'Or i per al Grammy.
També el 1988, juntament amb els altres membres fundadors dels Beach Boys, va entrar al Rock and Roll Hall of Fame, on va fer un discurs hostil que encara es recorda, ficant-se, entre d'altres, amb Mick Jagger i Paul McCartney.

### Anys 90-anys 10
El 1994, Love va guanyar un judici per establir l'autoria de les primeres lletres de les cançons de Brian. Segons va establir el judici, Murry Wilson li havia negat fraudulentament l'autoria, denegant-li a Love els royalties que li tocaven.
Després de la mort de Carl Wilson el 1998, Mike Love va continuar fent gires amb els Beach Boys, juntament amb Bruce Johnston i un grup d'acompanyament de nous músics. Va obtenir la llicència dels drets exclusius per fer gires amb el nom dels Beach Boys, en un acord amb la junta de Brother Records, l'empresa dels Beach Boys. El 1998, Love i el seu aliat més proper dins dels Beach Boys, Bruce Johnston, van gravar el disc Symphonic Sounds: Music of the Beach Boys, amb la Royal Philharmonic Orchestra de Londres.
Love va contribuir una cançó al disc d'homenatge a Bruce Springsteen de 2003 (cantant "Hungry Heart"), i també va posar la veu en un disc produït per Bruce Johnston per als Kings Singers. També va tornar a gravar alguns èxits clàssics dels Beach Boys, publicats a les recopilacions Catch a Wave, Salute NASCAR, i Summertime Cruisin'. El 2003, Love va anunciar que estava planejant un nou disc en solitari, que s'havia d'anomenar Unleash The Love o Mike Love, Not War (no s'ha de confondre amb un disc pirata dels Beach Boys que té el mateix nom).
El 3 de novembre de 2005, Love va posar un judici a Brian Wilson i al diari Mail On Sunday, per haver posat el nom dels Beach Boys i la seva imatge en un CD promocional que es regalava amb el diari per promocionar el disc Brian Wilson presents Smile. Love argumentava que aquell CD gratuït no estava autoritzat per Brother Records, i que suposava una pèrdua d'ingressos per al grup. El tribunal va dictaminar en contra de Love el 16 de maig de 2007.
El 16 de desembre de 2011, es va anunciar que Love es tornaria a reunir amb Brian Wilson, Al Jardine, Bruce Johnston i David Marks per fer el 2012 un nou disc dels Beach Boys i una gira de commemoració del cinquantè aniversari del grup. El 12 de febrer, van aparèixer a la cerimònia dels premis Grammy i l'abril van començar la gira a Tucson. Love va comentar sobre tornar a treballar amb Marks que "el David és boníssim. ... Quan fa aquestes introduccions a "Surfin'", "Surfin' Safari" i "Fun, Fun, Fun" és tan autèntic. Ell i en Carl es van dedicar a tocar la guitarra des dels deu anys ... veïns del mateix carrer a Hawthorne. És un músic fantàstic i una persona realment fantàstica. ... Serà boníssim tornar a estar amb ell".
El 5 de juny de 2012, es va publicar That's Why God Made the Radio, el primer disc amb cançons totes noves dels Beach Boys amb la formació bàsica Brian Wilson-Mike Love-Al Jardine des de 1985. Time li va donar molt bones crítiques, comparant-lo amb Today! de 1965, amb una cara de cançons alegres, i una altra de més melodioses. Onze de les cançons eren de Brian Wilson (la majoria amb Joe Thomas). Love va compondre "Daybreak Over the Ocean" i hi sortien dos dels fills de Love, Christian i Hayleigh, fent veus d'acompanyament. El setembre de 2012, Love i Bruce Johnston van anunciar amb un comunicat de premsa que després de la gira de commemoració, els Beach Boys tornarien a ser la formació Love/Johnston, sense Wilson, Jardine, ni Marks. Tots tres van quedar sorpresos malgrat que ja se n'havia fet un anunci ambigu en un número de Rolling Stone. El tractament mediàtic va explicar que els tres havien estat 'acomiadats' per Love. En un article a Los Angeles Times, Mike Love va donar la seva versió, explicant que l'acord a què havien arribat explicitava que només es farien 50 actuacions, que s'havia prorrogat a 25 més i prou, i que no era factible, "logísticament ni econòmicament", fer arribar la formació completa als "mercats més petits". No obstant, Mike Love va rebre moltes crítiques per la seva posició.
El 2013, mentre parlava dels seus discos en solitari inèdits, Mike Love Not War i First Love, Love va comentar, "He anat guardant aquestes coses durant dècades, però finalment tenim un equip per treure la meva música. Hi ha una cançó que es diu "Going to the Beach", un clàssic d'estiu dels Beach Boys. Mike Love Not War va de les esperances i les aspiracions de la gent del planeta que voldrien més positivisme i harmonia. Vull aconseguir un parell de persones que hi cantin amb mi, com Neil Young. És totalment anti-guerra. Tot ve de John i Yoko dient "Dona-li una oportunitat a la pau" i Marvin Gaye cantant "What's Going On".
S'ha previst que Love publiqui una autobiografia, Good Vibrations: My Life as a Beach Boy, l'estiu de 2016.

## Vida privada
Love està casat amb Jacqueline Piesen des de 1994 i ha tingut nou fills: dos amb Piesen, sis de quatre matrimonis anteriors, i un d'una altra relació. Love és vegetarià i practica i ensenya meditació transcendental, porta anells indis Ayurveda i participa en cerimònies tradicionals hindús.
A més de ser cosí dels germans Wilson, Love és germà de l'ex-jugador de bàsquet Stan Love, i de la component de Pink Martini Maureen Love, i també és oncle del jugador Kevin Love dels Cleveland Cavaliers.

### Filantropia
Mike Love ha contribuït sovint a causes ecologistes i humanitàries. Va parlar a la cimera de la Terra a Rio de Janeiro l'any 1992 i a la celebració del Dia de la Terra a Washington l'any 2000. Va crear la Love Foundation, que dona suport a iniciatives ambientals i educatives. Va donar personalment 100.000 dòlars a la Creu Roja Americana a benefici de les víctimes de l'huracà Katrina i va ajudar la fundació a aconseguir-ne 250.000 més. Ha contribuït a moltes altres causes, principalment educatives i de salut juvenil i infantil.

### Polèmiques
És possiblement un dels artistes pop amb pitjor imatge. Se l'ha criticat sovint per la seva actitud amb els seus companys de grup, per quedar-se el nom de Beach Boys en exclusiva, i pel seu suposat boicot a les obres més ambicioses de Brian Wilson, com Pet Sounds i Smile. Tampoc no va ser ben rebuda la seva intervenció al Rock and Roll Hall of Fame.

## Discografia

### Àlbums d'estudi
- 1981: Looking Back With Love
- 1996: Catch a Wave
- 1998: Salute NASCAR (amb Bruce Johnston i David Marks)
- 2001: Summertime Cruisin (amb Bruce Johnston)

### Senzills
- 1967: "Gettin' Hungry" (amb Brian Wilson)
- 1978: "Almost Summer" (amb Celebration) - #28 Billboard Hot 100
- 1981: "Looking Back With Love"
- 1981: "Runnin' Around The World"
- 1982: "Be My Baby"
- 1982: "Be True To Your Bud" (amb Dean Torrence)
- 1982: "Da Doo Ron Ron"
- 1983: "Jingle Bell Rock" (amb Dean Torrence)
- 2006: "Santa's Goin' To Kokomo"
- 2007: "Hungry Heart"